# アレクセイ・エレメンコ・ジュニア
アレクセイ・エレメンコ・ジュニア（Alexei Eremenko Junior、1983年3月24日）は、旧ソビエト連邦、ロストフ・ナ・ドヌ出身のフィンランド代表サッカー選手。ポジションはMF/FW。

## 経歴
生まれはロストフ・ナ・ドヌだが、7歳からフィンランドに移住する。父はFCディナモ・モスクワ、FCスパルタク・モスクワで活躍したアレクセイ・エレメンコ・シニア。弟のロマン・エレメンコもプロのサッカー選手である。
2011年8月、ロシア・プレミアリーグのFCルビン・カザンへ移籍。弟のロマンもルビン・カザンへ移籍をした。

## 代表
- フィンランドU21代表 2003
- フィンランド代表 2003-

## タイトル

### クラブ
HJK
- ヴェイッカウスリーガ 2002, 2003
- フィンランド・カップ 2003

ルビン・カザン
- ロシア・カップ 2011-12
- ロシア・スーパーカップ 2012

### 個人
- スコティッシュ・プレミアリーグ月間最優秀選手 2010.10